# Trabocchetto
Il Trabocchetto è un quartiere di Reggio Calabria. Assieme ai quartieri Condera ed Spirito Santo costituisce la IV circoscrizione comunale.
Situato su un pendio rivolto verso il mare, in zona sub-centrale, è incuneato in un'ansa di via Reggio Campi. 
Il quartiere, l'unico della città ad avere conservato la sua antica struttura viaria anche dopo il terremoto del 1908, è formato da un dedalo di scale e viuzze, alcune delle quali, a causa della loro strettezza e della forte pendenza, in caso di forti piogge, assumono caratteristiche quasi torrentizie. 
Per molti anni vi è stato dislocato l'istituto Volta oggi trasferito. In zona sono ora identificabili un bar, la chiesa di san Domenico, un bed & breakfast, un istituto scolastico.

## Toponimo
Il nome del quartiere rispecchia quello dell'altura su cui esso sorge, la collina oggi detta "del Trabocchetto" o anticamente "del Trabucco". Tale nome probabilmente deriverebbe dal trabucco appunto, elemento del sistema difensivo bizantino, che si suppone facesse parte delle difese della città.